# Atletiek op de Olympische Zomerspelen 2012 – 400 meter mannen

Officiële video

De 400 meter mannen op de Olympische Zomerspelen 2012 in Londen vond plaats op 4 augustus (series), 5 augustus (halve finales) en 6 augustus 2012 (finale). Regerend olympisch kampioen was LaShawn Merritt uit de Verenigde Staten.

## Records
Voorafgaand aan het toernooi waren dit het wereldrecord en het olympisch record.
| Wereldrecord     | Michael Johnson | 43,18 | Sevilla | 26 augustus 1999 |
| Olympisch record | Michael Johnson | 43,49 | Atlanta | 29 juli 1996     |

## Uitslagen

### Series
De eerste drie atleten van iedere heat plaatsten zich direct; daarnaast plaatsten ook de drie tijdsnelsten zich voor de halve finale.
Heat 1
| Rang | Naam                     | Land | Reactie tijd | Resultaat | Opmerking |
| ---- | ------------------------ | ---- | ------------ | --------- | --------- |
| 1    | Luguelín Santos          | DOM  | 0,187        | 45,04     |           |
| 2    | Oscar Pistorius          | RSA  | 0,236        | 45,44     | SB        |
| 3    | Maksim Dyldin            | RUS  | 0,190        | 45,52     | DSQ       |
| 3    | Rusheen McDonald         | JAM  | 0,243        | 46,67     |           |
| 4    | Vitaliy Butrym           | UKR  | 0,165        | 47,62     |           |
|      | Ahmed Mohamed Al-Merjabi | OMA  | DNS          | DNS       |           |
|      | Renny Quow               | TRI  | DNS          | DNS       |           |

Heat 2
| Rang | Naam                | Land | Reactie tijd | Resultaat | Opmerking |
| ---- | ------------------- | ---- | ------------ | --------- | --------- |
| 1    | Kirani James        | GRN  | 0,173        | 45,23     |           |
| 2    | Ramon Miller        | BAH  | 0,160        | 45,57     |           |
| 3    | Liemarvin Bonevacia | IOA  | 0,232        | 45,60     | PB        |
| 4    | Isaac Makwala       | BOT  | 0,211        | 45,67     |           |
| 5    | Deon Lendore        | TRI  | 0,205        | 45,81     |           |
| 6    | Daundre Barnaby     | CAN  | 0,171        | 46,04     |           |
| 7    | Bereket Desta       | ETH  | 0,224        | 47,40     |           |
| 8    | Bahaa Al Farra      | PLE  | 0,212        | 49,93     | SB        |

Heat 3
| Rang | Naam                     | Land | Reactie tijd | Resultaat | Opmerking |
| ---- | ------------------------ | ---- | ------------ | --------- | --------- |
| 1    | Jonathan Borlée          | BEL  | 0,179        | 44,43     | NR        |
| 2    | Pavel Maslák             | CZE  | 0,186        | 44,91     | NR        |
| 3    | Pavel Trenikhin          | RUS  | 0,194        | 45,00     | PB        |
| 4    | Dane Hyatt               | JAM  | 0,261        | 45,14     |           |
| 5    | Donald Sanford           | ISR  | 0,168        | 45,71     | NR        |
| 6    | Nelson Stone             | PNG  | 0,193        | 46,71     | SB        |
| 7    | Sergej Zaikov            | KAZ  | 0,209        | 47,12     |           |
| 8    | Ak Hafiy Tajuddin Rositi | BRU  | 0,188        | 48,67     | PB        |

Heat 4
| Rang | Naam                 | Land | Reactie tijd | Resultaat | Opmerking |
| ---- | -------------------- | ---- | ------------ | --------- | --------- |
| 1    | Demetrius Pinder     | BAH  | 0,151        | 44,92     |           |
| 2    | Bryshon Nellum       | USA  | 0,191        | 45,29     |           |
| 3    | Yousef Ahmed Masrahi | KSA  | 0,147        | 45,43     | PB        |
| 4    | Tabarie Henry        | ISV  | 0,176        | 45,43     |           |
| 5    | Albert Bravo         | VEN  | 0,197        | 45,61     | PB        |
| 6    | Jermaine Gonzales    | JAM  | 0,171        | 46,21     |           |
| 7    | Kristijan Efremov    | MKD  | 0,229        | 47,92     | PB        |
| 8    | Zaw Win Thet         | MYA  | 0,181        | 50,07     |           |

Heat 5
| Rang | Naam            | Land | Reactie tijd | Resultaat | Opmerking |
| ---- | --------------- | ---- | ------------ | --------- | --------- |
| 1    | Chris Brown     | BAH  | 0,171        | 45,40     |           |
| 2    | Tony McQuay     | USA  | 0,155        | 45,48     |           |
| 3    | Nigel Levine    | GBR  | 0,148        | 45,58     |           |
| 4    | Yuzo Kanemaru   | JPN  | 0,156        | 46,01     |           |
| 5    | Jānis Leitis    | LAT  | 0,159        | 46,41     |           |
| 6    | Augusto Stanley | PAR  | 0,190        | 47,21     |           |

Heat 6
| Rang | Naam              | Land | Reactie tijd | Resultaat | Opmerking |
| ---- | ----------------- | ---- | ------------ | --------- | --------- |
| 1    | Steven Solomon    | AUS  | 0,145        | 45,18     | PB        |
| 2    | Lalonde Gordon    | TRI  | 0,178        | 45,43     |           |
| 3    | Conrad Williams   | GBR  | 0,164        | 46,12     |           |
| 4    | Marcell Deák-Nagy | HUN  | 0,186        | 46,17     |           |
| 5    | Winston George    | GUY  | 0,245        | 46,86     |           |
| 6    | Sajjad Hashemi    | IRI  | 0,171        | 47,75     |           |
|      | LaShawn Merritt   | USA  | 0,195        | DNF       |           |

Heat 7
| Rang | Naam               | Land | Reactie tijd | Resultaat | Opmerking |
| ---- | ------------------ | ---- | ------------ | --------- | --------- |
| 1    | Kevin Borlée       | BEL  | 0,166        | 45,14     |           |
| 2    | Martyn Rooney      | GBR  | 0,186        | 45,36     |           |
| 3    | Rabah Yousif       | SUD  | 0,203        | 45,46     |           |
| 4    | Nery Brenes        | CRC  | 0,237        | 45,65     |           |
| 5    | Erison Hurtault    | DMA  | 0,158        | 46,05     | SB        |
| 6    | Marcin Marciniszyn | POL  | 0,180        | 46,35     |           |
|      | Mathieu Gnanligo   | BEN  | 0,168        | DNF       |           |

### Halve finale
De eerste twee renners van iedere Heat plaatste zich direct, daarnaast plaatste ook de twee tijdsnelste zich voor de halve finale.
Heat 1
| Rang | Baan | Naam             | Land | Reactie tijd | Resultaat | Opmerkingen |
| ---- | ---- | ---------------- | ---- | ------------ | --------- | ----------- |
| 1    | 7    | Lalonde Gordon   | TRI  | 0,168        | 44,58     | PB          |
| 2    | 5    | Demetrius Pinder | BAH  | 0,161        | 44,94     |             |
| 3    | 6    | Steven Solomon   | AUS  | 0,188        | 44,97     | PB          |
| 4    | 9    | Rabah Yousif     | SUD  | 0,178        | 45,13     | =PB         |
| 5    | 4    | Pavel Maslák     | CZE  | 0,166        | 45,15     |             |
| 6    | 2    | Tabarie Henry    | ISV  | 0,167        | 45,19     | SB          |
| 7    | 8    | Pavel Trenikhin  | RUS  | 0,198        | 45,35     |             |
| 8    | 3    | Conrad Williams  | GBR  | 0,153        | 45,53     |             |

Heat 2
| Rang | Baan | Naam            | Land | Reactie tijd | Resultaat | Opmerkingen |
| ---- | ---- | --------------- | ---- | ------------ | --------- | ----------- |
| 1    | 7    | Kirani James    | GRN  | 0,170        | 44,59     | SB          |
| 2    | 6    | Chris Brown     | BAH  | 0,174        | 44,67     | SB          |
| 3    | 4    | Jonathan Borlée | BEL  | 0,164        | 44,99     |             |
| 4    | 9    | Tony McQuay     | USA  | 0,230        | 45,31     |             |
| 5    | 3    | Nigel Levine    | GBR  | 0,146        | 45,64     |             |
| 6    | 2    | Albert Bravo    | VEN  | 0,185        | 46,22     |             |
| 7    | 5    | Oscar Pistorius | RSA  | 0,254        | 46,54     |             |
| –    | 8    | Maksim Dyldin   | RUS  | 0,168        | 45,39     |             |

Heat 3
| Rang | Baan | Naam                 | Land | Reactie tijd | Resultaat | Opmerkingen |
| ---- | ---- | -------------------- | ---- | ------------ | --------- | ----------- |
| 1    | 5    | Luguelín Santos      | DOM  | 0,155        | 44,78     |             |
| 2    | 4    | Kevin Borlée         | BEL  | 0,147        | 44,84     |             |
| 3    | 6    | Bryshon Nellum       | USA  | 0,173        | 45,02     |             |
| 4    | 8    | Ramon Miller         | BAH  | 0,190        | 45,11     |             |
| 5    | 7    | Martyn Rooney        | GBR  | 0,186        | 45,31     |             |
| 6    | 2    | Dane Hyatt           | JAM  | 0,159        | 45,59     |             |
| 7    | 9    | Yousef Ahmed Masrahi | KSA  | 0,146        | 45,91     |             |
| 8    | 3    | Liemarvin Bonevacia  | IOA  | 0,153        | 1.36,42   |             |

### Finale
| Rang   | Baan | Naam             | Nationaliteit | Reactie Tijd | Resultaat | Opmerkingen |
| ------ | ---- | ---------------- | ------------- | ------------ | --------- | ----------- |
| Goud   | 5    | Kirani James     | GRN           | 0,163        | 43,94     | NR          |
| Zilver | 7    | Luguelín Santos  | DOM           | 0,185        | 44,46     |             |
| Brons  | 4    | Lalonde Gordon   | TRI           | 0,159        | 44,52     | PB          |
| 4      | 6    | Chris Brown      | BAH           | 0,166        | 44,79     |             |
| 5      | 9    | Kevin Borlée     | BEL           | 0,151        | 44,81     |             |
| 6      | 2    | Jonathan Borlée  | BEL           | 0,173        | 44,83     |             |
| 7      | 8    | Demetrius Pinder | BAH           | 0,153        | 44,98     |             |
| 8      | 3    | Steven Solomon   | AUS           | 0,143        | 45,14     |             |